# Дубровицы (аэродром)
Подольск (Дубровицы) — бывший спортивный и военный аэродром, в 5 километрах юго-западнее центра города Подольск Московской области, вблизи посёлка Дубровицы. Также известен как аэродром Кузнечики.
Был предназначен для взлета и посадки воздушных судов, а также для их размещения и обслуживания. На территории аэродрома построен микрорайон «Кузнечики» города Подольска. Аэродром находился в собственности Министерства обороны Российской Федерации в ведении ВДВ (войсковая часть № 51124), на аэродроме базировались воздушные суда авиации ВДВ и ГП «Второй Московский аэроклуб». Был способен принимать самолёты Ан-2, Як-52, Як-18Т и все более лёгкие, планеры всех типов, вертолёты Ми-8, Ми-2 и все более лёгкие только в светлое время суток.

## История
Аэродром Дубровицы в составе ВВС Московского военного округа был создан в конце 1930-х годов. Во время Великой Отечественной войны на аэродроме базировались самолёты 134 СБП, в котором служил Леонид Хрущев, затем — истребители 177-го истребительного авиаполка, в котором служил Виктор Талалихин.
В период с октября 1946 по май 1947 года на аэродроме базировались полки 5-й гвардейской штурмовой авиационной Запорожской Краснознамённой ордена Суворова II степени дивизии на самолетах Ил-10:
- 93-й гвардейский штурмовой авиационный Рава-Русский ордена Богдана Хмельницкого III степени полк
- 94-й гвардейский штурмовой авиационный Владимир-Волынский ордена Богдана Хмельницкого III степени полк
- 95-й гвардейский штурмовой авиационный Рава-Русский Краснознаменный полк.

В 1958 г. в Дубровицы был перебазирован с аэродрома Чертаново 2-й Московский городской аэроклуб (МГАК), основанный в 1947-м. Кроме 2-го МГАК, на аэродроме базировались 1-й и 3-й. Известно, что именно в Дубровицах выполнила первый прыжок с парашютом будущий летчик-космонавт Светлана Савицкая.
Также на аэродроме базировались вертолетчики. 283 ОВЭ ВДВ была создана в 1993 году для обеспечения управления командующего ВДВ. До этого отряд был отдельным отрядом связи ГШ МО, а еще раньше, до 91-го была 283 ОВЭ связи ГШ МО. Номер части был всегда 44004. В 2001 году эскадрилью сократили. Эмблемой эскадрильи был овал, в нем российский флаг на фоне которого кобра в стойке, и надпись в верху: 283 ОВЭ ВДВ Подольск, по кругу девиз эскадры. На вооружении эскадрилья состояли вертолеты Ми-8.

## Описание аэродрома
Лётное поле имело форму неправильного многоугольника вытянутого с запада на восток, размером 1000×1500 метров. Поверхность ровная, покров травяной. В период выпадения интенсивных осадков и весеннего снеготаяния — аэродром был пригоден только на приём и выпуск всех видов вертолётов на вертолётные площадки с выполнением взлёта и посадки по вертикали.
Зимой для взлёта и посадки на колесном шасси максимально допустимая глубина не укатанного снежного покрова (свежевыпавший или лежалый сухой рыхлый снег) не более 35 см. Максимально допустимая глубина лежалого, уплотненного или слабо укатанного снежного покрова для взлёта на колесном шасси не более 25 см. На лыжном шасси по не укатанному снегу толщина снежного покрова не более 25 см.
Стоянки воздушных судов авиации ВДВ были собраны из металлических плит и располагались на юго-западной стороне рабочей площади аэродрома. Размер стоянок 13×13 м.
Стоянки аэроклуба были грунтовые, оборудованные для стоянки ВС категории «А», располагались на южной стороне рабочей площади аэродрома. Размер стоянок для самолётов 13×10 м, для вертолётов 20×20 м, для планеров 18×10 м. В составе аэроклуба на аэродроме базировались воздушные суда Ан-2, Як-18Т, Як-52, Вильга 35А, Л-13 «Бланик», Янтарь-Стандарт, Ми-2.

### ГВПП № 1
Грунтовая с травяным покрытием, размер 1000×60 м. Продольный уклон переменный, торцы ВПП ниже КТА. Боковые полосы безопасности по 15 м. Магнитные курсы взлета и посадки 82º и 262º, им соответствуют номера порогов ГВПП 08 и 26 соответственно. Абсолютная высота порога № 08 = +172,3 м, порога № 26 = +172,4 м.
С северной стороны к БПБ примыкает свободная зона грунтовая, с травяным покрытием, размером 800×300 м, используется в качестве запасной ГВПП, а также для взлета аэропоездов, посадки планеров и в качестве вертолетной площадки. Имеет неровности до 0,8 м на 100 м. Прочность грунта составляет 7кг/см2. ГВПП № 1 пригодна к взлету и посадке сверхлегких летательных аппаратов (СЛА), ВС категории «А» и вертолетов всех типов. Запасная ВПП грунтовая расположена в пределах СЗ севернее основной ГВПП № 1 примыкает БПБ размером 800×60 м.

### ГВПП № 2
Грунтовая с травяным покрытием, размер 600×60 м, прочность грунта 7кг/см2. Продольный уклон переменный, торцы ВПП ниже КТА. Боковые полосы безопасности (БПБ) по 15 м. Магнитные курсы взлета и посадки 172º и 352º, им соответствуют номера порогов ГВПП 17 и 35 соответственно. Абсолютная высота порога № 17 = +173,0 м, порога № 35 = +172,0 м.
С восточной стороны к БПБ примыкает СЗ с травяным покрытием, размером 800×300 м, используется в качестве запасной ГВПП, а также для взлета аэропоездов, посадки планеров и в качестве вертолетной площадки. Имеет неровности до 0,8 м на 100 м. Прочность грунта составляет 7 кг/см2. ГВПП № 2 пригодна к взлету и посадке сверхлегких летательных аппаратов (СЛА), ВС категории «А» и вертолетов всех типов. Запасная ВПП грунтовая расположена в пределах СЗ восточнее основной ГВПП № 2 примыкает БПБ размером 600×60 м.

## Настоящее время
По состоянию на 2020 год территория полностью застроена жилыми домами нового микрорайона «Кузнечики». Строения аэроклуба разобраны, а воздушные суда и аэродромная техника передислоцированы на находящийся в Тульской области аэродром «Пахомово». До 2018 года на территории заброшенной близлежащей В/Ч 33810 находился единственный летательный аппарат — вертолет Ми-2 ДОСААФ России, пребывающий полу-разобранном состоянии с начала 2000-х годов. Также на оставшейся территории находились два СКП-11 на базе ЗИЛ-130Е-80. Один в разобранном состоянии, другой на ходу.
Последний взлёт с аэродрома Дубровицы был выполнен 16 сентября 2009 года на самолете PZL-104 Wilga под управлением пилота Маслова В. А.

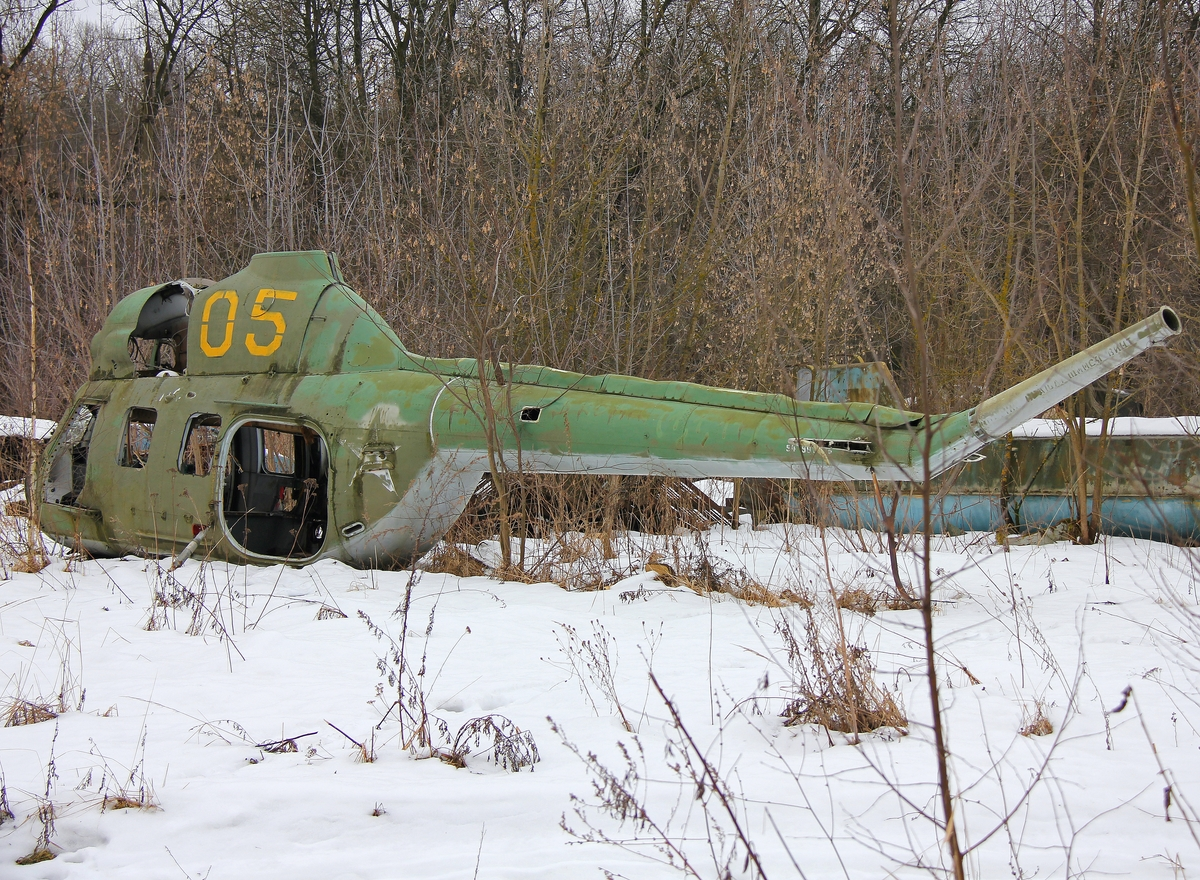
Ми-2 на аэродроме Дубровицы